# Guido Marilungo
Guido Marilungo (Montegranaro, 9 de agosto de 1989) é um futebolista profissional italiano que atua como atacante.

## Carreira
Guido Marilungo começou a carreira no Sampdoria.